# إيزابيل ديمرز
إيزابيل ديمرز هي عازفة الأرغن كندية، ولدت في 1982 في مونتريال في كندا.